# 施利爾斯貝格山

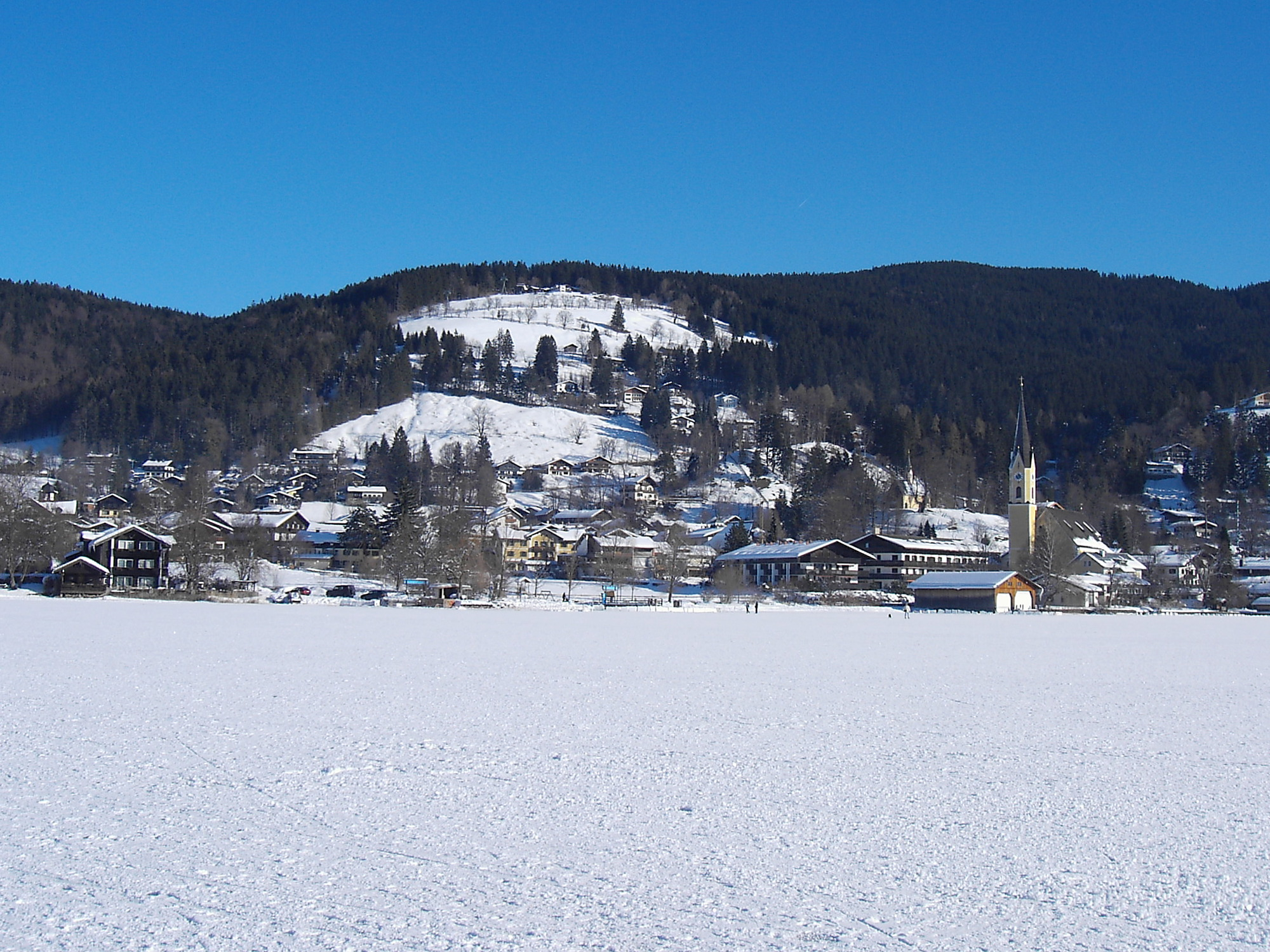

47°44′34″N 11°53′16″E / 47.74274°N 11.88773°E
施利爾斯貝格山（德語：Schliersberg），是德國的山峰，位於該國東南部，由巴伐利亞負責管轄，屬於巴伐利亞前阿爾卑斯山脈的一部分，距離希爾施格勒爾山3.3公里，海拔高度1,265米。